# علم جورجيا الجنوبية وجزر ساندويتش الجنوبية

علم جنوب جورجيا الجنوبية وجزر ساندويتش الجنوبية المستخدم قبل عام 2002

أعتمد علم جورجيا الجنوبية وجزر ساندويتش الجنوبية لأول مرة في 3 تشرين الأول - أكتوبر من سنة 1985.

## علم الحاكم المستخدم في جزر جورجيا الجنوبية وجزر ساندويتش الجنوبية

علم الحاكم المعتمد منذ عام 1999.